# Cerro Auquihuato
Cerro Auquihuato je název neaktivního struskového kužele, ležícího samostatně na náhorní plošině asi 30 km severovýchodně od stratovulkánu Sara Sara. Sopka se nachází na jižním okraji plošiny. Přesnější údaje nejsou známy.